# Турбо-НАМИ-053
Турбо-НАМИ-053 — первый советский автобус с газовой турбиной. Единственный экземпляр построили в 1959 году.
Двигатель Турбо-НАМИ-053 создал НАМИ, а коробку передач под него — ЗИЛ. Кузов позаимствовали у междугороднего автобуса ЗИЛ-127. Мест там осталось лишь десять, всё остальное пространство занимала измерительная аппаратура. Двигатель состоял из турбокомпрессора с камерой сгорания (генератор газа) и тяговой турбины. Экспериментальный двигатель развивал 350 л. с. — в два раза больше, чем штатный дизель, — и был вдвое компактнее. Передач в КПП было всего две (плюс задняя), поскольку, по моментной характеристике, двигатель близок к электромотору. Чтобы турбину не разнесло при внезапном сбросе нагрузки, отказались от привычного сцепления и нейтральной передачи. Машина управлялась двумя педалями. Автобус массой 13 тонн разгонялся до 160 км/ч. В начале 1960-х годов уникальный автобус выехал на дороги СССР. Он прошёл 5000 км на бензине, керосине, дизельном топливе и, в целом, показал себя очень неплохо. Без проблем заводился в мороз и в жару, температура двигателя достигала рабочей через минуту, а, значит, и печка начинала подавать в салон тепло. Но расход топлива был слишком высок (в открытой печати его не приводили), как и шумность, а турбина раскручивалась с существенной задержкой.
Существовала ещё и проблема пыли, очень вредной для турбины, поэтому воздух в компрессор поступал по всасывающей трубе через сопло, расположенное на крыше автобуса.